# Siemion Cwigun
Siemion Kuźmicz Cwigun (ros.) Семён Кузьми́ч Цвигу́н (ur. 15 września?/28 września 1917 w Stratyjówce w obwodzie winnickim, zm. 19 stycznia 1982 w Moskwie) − funkcjonariusz radzieckich służb specjalnych, z pochodzenia Ukrainiec, generał armii, I zastępca przewodniczącego KGB (1967–1982), Bohater Pracy Socjalistycznej (1977). Był także pisarzem i scenarzystą.

## Życiorys
W 1937 ukończył studia na wydziale historycznym Odeskiego Instytutu Pedagogicznego, 1937–1939 był nauczycielem i dyrektorem szkoły średniej w obwodzie odeskim. 1939 wstąpił do NKWD, 1940 przyjęty do WKP(b). Walczył na Froncie Południowo-Zachodnim, Południowym, Północno-Kaukaskim, Stalingradzkim, Dońskim, Zachodnim i w partyzantce.
Po wojnie funkcjonariusz MGB Mołdawskiej SRR, 1951–1953 zastępca ministra bezpieczeństwa państwowego tej republiki (szefem partii komunistycznej w Mołdawskiej SRR był wówczas Leonid Breżniew). 1953–1955 zastępca szefa MSW ZSRR i zastępca przewodniczącego KBG Mołdawskiej SRR, a 1955–1957 I zastępca przewodniczącego KBP Tadżyckiej SRR. 1957–1963 przewodniczący KBP Tadżyckiej SRR, a 1963–1967 przewodniczący KBG Azerbejdżańskiej SRR. Od 23 maja 1967 zastępca, a od listopada 1967 I zastępca przewodniczącego KBG przy Radzie Ministrów ZSRR. 13 grudnia 1978 mianowany generałem armii. Nadzorował Trzeci Zarząd KBG (kontrwywiad) i Piąty Zarząd KBG (walka z dywersją ideologiczną). Od 1971 zastępca członka, a od 1981 członek KC KPZR. Deputowany do Rady Najwyższej ZSRR od 7 do 10 kadencji (od 1966 do śmierci). Autor książek o funkcjonariuszach wywiadu.
Zmarł według oficjalnej wersji śmiercią samobójczą, z powodu wykrycia raka płuc. Pochowany na cmentarzu Nowodziewiczym w Moskwie.

## Książki
- „Тайный фронт” (1973)
- „Мы вернёмся” (1979)
- „Ураган” (1982)

## Scenariusze filmowe
- 1974: Rozerwany pierścień (Фронт без флангов)
- 1977: Front za linią frontu (Фронт за линией фронта)
- 1981: "Фронт в тылу врага"
- 1981: "Возмездие"

## Odznaczenia
- Złoty Medal „Sierp i Młot” Bohatera Pracy Socjalistycznej (27 września 1977)
- Order Lenina (dwukrotnie)
- Order Rewolucji Październikowej
- Order Czerwonej Gwiazdy (dwukrotnie, m.in. 20 marca 1943)
- Medal „Za zasługi bojowe”
- Medal „Za pracowniczą wybitność”
- Medal jubileuszowy „W upamiętnieniu 100-lecia urodzin Władimira Iljicza Lenina”
- Medal „Za wyróżnienie w ochronie granic państwowych ZSRR”
- Medal „Za obronę Moskwy”
- Medal „Za obronę Odessy”
- Medal „Za obronę Stalingradu”
- Medal „Za obronę Kaukazu”
- Medal „Za zwycięstwo nad Niemcami w Wielkiej Wojnie Ojczyźnianej 1941–1945”
- Medal jubileuszowy „Dwudziestolecia zwycięstwa w Wielkiej Wojnie Ojczyźnianej 1941–1945”
- Medal jubileuszowy „Trzydziestolecia zwycięstwa w Wielkiej Wojnie Ojczyźnianej 1941–1945”
- Medal „Weteran Sił Zbrojnych ZSRR”
- Medal „Za umacnianie braterstwa broni”
- Medal jubileuszowy „30 lat Armii Radzieckiej i Floty”
- Medal jubileuszowy „40 lat Sił Zbrojnych ZSRR”
- Medal jubileuszowy „50 lat Sił Zbrojnych ZSRR”
- Medal jubileuszowy „60 lat Sił Zbrojnych ZSRR”
- Medal „Za nienaganną służbę” I klasy
- Medal „Za nienaganną służbę” II klasy
- Nagroda Leninowskiego Komsomołu (1979)
- Nagroda Państwowa Rosyjskiej FSRR (1978)
- Odznaka „Honorowy Funkcjonariusz Bezpieczeństwa” (trzykrotnie)
- Krzyż Komandorski z Gwiazdą Orderu Odrodzenia Polski (PRL)
- Order Zasług w Walkach dla Ludu i Ojczyzny I klasy (NRD